# ميلوس كرستيتش
ميلوس كرستيتش (بالصربية: Милош Крстић)‏ (7 مارس 1987 في صربيا - ) هو لاعب كرة قدم صربي في مركز الوسط. لعب مع أولمبيك مارسيليا وراد بيوغراد ورادنيتشكي نيش ونادي أجاكسيو ونادي أو إف كيه بيوغراد ونادي ثون ونادي ديوسجوري ونادي ياغودينا ونيا سلاميس فاماغوستا.

## وصلات خارجية
- ميلوس كرستيتش على موقع قاعدة بيانات كرة القدم.إي يو (الإنجليزية)
- ميلوس كرستيتش على موقع Soccerway.com (الإنجليزية)
- ميلوس كرستيتش على موقع AS.com (الإسبانية)